# Малиновський Антон Станіславович
Анто́н Станісла́вович Малино́вський (2 серпня 1940, с. Скаржинці, Хмільницький район, Вінницька область, Українська РСР, СРСР — 13 березня 2019, м. Житомир, Україна) — український вчений-економіст, кандидат сільськогосподарських наук (1973), доктор економічних наук (2007), професор, ректор Житомирського національного агроекологічного університету (січень 1999–2011), завідувач кафедри технології зберігання та переробки продукції рослинництва.
Голова Житомирської облдержадміністрації (7 липня 1995 — 7 квітня 1998).

## Життєпис

### Освіта
Закінчив агрономічний факультет Житомирського сільськогосподарського інституту (1962—1967), вчений агроном; аспірантура Української сільськогосподарської академії (1969-1973).

### Кар'єра
У 1959—1962 — служба в армії.
У 1962—1967 — студент Житомирського сільськогосподарського інституту.
З травня 1967 — головний агроном, заступник голови колгоспу в с. Озерянка Житомирського району.
Березень 1973 — листопад 1975 — начальник управління сільського господарства Ружинського райвиконкому.
Листопад 1975 — березень 1979 — перший секретар Любарського РК КПУ.
Березень 1979 — квітень 1990 — перший заступник голови.
З 23 січня 1990 — в. о. голови, квітень 1990 — червень 1991 — голова, у червні—серпні 1991 — перший заступник голови Житомирського облвиконкому.
Серпень 1991 — березень 1992 — голова Житомирської обласної ради народних депутатів та облвиконкому.
З 31.03.1992 до 14.10.1994 — Представник Президента України в Житомирській області.
Липень 1994 — квітень 1998 — голова Житомирської обласної ради народних депутатів.
З 07.07.1995 до 07.04.1998 — голова Житомирської облдержадміністрації.
З січня 1999 до 2011 — ректор Державної агроекологічної академії України (нині — Житомирський національний агроекологічний університет).

### Родина
За національністю — поляк, батько Станіслав Павлович (1918) — пенсіонер; мати Софія Антонівна (1912—1988); дружина Лілія Олександрівна (1944) — пенсіонерка; дочка Ірина (1967) — домогосподарка; син Олег (1973) — підприємець.

## Відзнаки
- Лауреат Міжнародної премії «Дружба» (1998).
- Заслужений працівник сільського господарства України (2000)[4].
- Відмінник освіти України (1996).
- Ордени Трудового Червоного Прапора (2), «Знак Пошани».
- Почесна відзнака Президента України (орден «За заслуги» III ступеня) (1996)[5].
- Почесний громадянин міста Житомира (2005).
- Орден «За заслуги перед містом» III ступеня (2004).

Державний службовець 1-го рангу (04.1994).

## Доробок
кандидатська дисертація
- «Зміни технологічних якостей коренів цукрових буряків у процесі зберігання залежно від азотних добрив в умовах північної частини Лісостепу УРСР» (Українська сільськогосподарська академія, 1973)

докторська дисертація
- «Системне відродження сільських територій в регіоні радіаційного забруднення» (ННЦ «Інститут аграрної економіки» УААН, 2007)

монографія
- «Еколого-економічні та соціальні аспекти Чорнобильської катастрофи (на прикладі Житомирської області)» (2001), співавтор 5 навчальних посібників, зокрема:
- «Інженерна екологія» (1999),
- «Ефективність тривалої мінімізації основного обробітку ґрунту в польових сівозмінах інтенсивно-екологічного землеробства Південного Полісся і Північного Лісостепу України» (2001), понад 50 статей.
- «Технологія вирощування та інтегрований захист картоплі від шкодочинних організмів агроценозу в умовах Полісся і Північного Лісостепу України: навчальний посібник для підготовки фахівців у вищих аграрних закладах освіти III—IV рівнів акредитації з агрономічною специфікою», 2001, співавтори Дереча Олексій Артемович, Чернілевський Микола Сергійович, Положенець Віктор Михайлович, Дажук Михайло Андрійович.

Автор поетичних збірок:
- «Вірність: Поезії»;
- «Я собі не зрадив».